# Zamachy bombowe
Zamachy bombowe – czwarty album zespołu Sexbomba wydany w 1993 przez wytwórnię Silverton.

## Lista utworów
1. „Zamachy bombowe/ Krew i pot” – 4:51
2. „Ze wszystkich sił” – 2:58
3. „Szczury” – 1:55
4. „Obcy 4–ty pasażer syberyjskiego expressu” – 3:12
5. „Najlepiej nigdy” – 2:46
6. „140 sek. w barze Albama” – 2:20
7. „To niemożliwe” – 3:06
8. „Prawdziwe oblicze szatana” – 3:10
9. „Z trzema gwiazdkami.../ N.O.” – 2:33
10. „Zapach tanich szminek/ C.E.” – 6:12
11. „Nie przestawaj ani na chwilę” – 1:12
12. „Ptak” – 2:56

- Muzyka: Sexbomba (1–2, 4–8,10–12), The Ruts (3), Gerry and the Pacemakers (9)

## Twórcy
- Robert „Bambi” Szymański – wokal
- Waldemar „Los Valdemaros” Lewandowski – gitara, wokal, akordeon
- Piotr „Opona” Welcel – gitara basowa, wokal
- Dominik „Doś” Dobrowolski – perkusja, wokal

Realizacja:
- Leszek Brzoza – projekt graficzny
- Darek Szweryn – realizator dźwięku